# Joe Kasher
Joseph William Robinson "Joe" Kasher (14 tháng 1 năm 1894 - 8 tháng 1 năm 1992) là một cầu thủ bóng đá người Anh thi đấu ở Football League cho Accrington Stanley, Sunderland và Stoke.

## Sự nghiệp
Kasher từng thi đấu cho Hunwick Juniors, Willington, Crook Town trước khi gia nhập Sunderland năm 1919. Ông thi đấu ở vị trí tiền vệ cho "Black Cats" trong ba mùa giải sau Thế chiến thứ I với 90 trận đấu. Ông gia nhập Stoke vào tháng 10 năm 1922 và thi đấu 31 trận ở mùa giải 1922-23 và 24 trận mùa giải 1923-24. Sau đó ông trải qua một mùa giải với Carlisle United và hai năm với Accrington Stanley.
Khi mất vào tháng 1 năm 1992, sáu ngày trước sinh nhật lần thứ 98 của mình, ông là một trong những cựu cầu thủ bóng đá còn sống lâu nhất nước Anh.

## Thống kê sự nghiệp
Nguồn:
| Câu lạc bộ          | Mùa giải            | Giải quốc nội        | Giải quốc nội | Giải quốc nội | Cúp FA  | Cúp FA    | Tổng    | Tổng      |
| Câu lạc bộ          | Mùa giải            | Hạng đấu             | Số trận       | Bàn thắng     | Số trận | Bàn thắng | Số trận | Bàn thắng |
| ------------------- | ------------------- | -------------------- | ------------- | ------------- | ------- | --------- | ------- | --------- |
| Sunderland          | 1919-20             | First Division       | 24            | 0             | 3       | 0         | 27      | 0         |
| Sunderland          | 1920-21             | First Division       | 27            | 0             | 0       | 0         | 27      | 0         |
| Sunderland          | 1921-22             | First Division       | 31            | 0             | 1       | 0         | 32      | 0         |
| Sunderland          | 1922-23             | First Division       | 4             | 0             | 0       | 0         | 4       | 0         |
| Sunderland          | Tổng                | Tổng                 | 86            | 0             | 4       | 0         | 90      | 0         |
| Stoke               | 1922-23             | First Division       | 29            | 0             | 2       | 0         | 31      | 0         |
| Stoke               | 1923-24             | Second Division      | 23            | 1             | 1       | 0         | 24      | 1         |
| Stoke               | Tổng                | Tổng                 | 52            | 1             | 3       | 0         | 55      | 1         |
| Accrington Stanley  | 1925-26             | Third Division North | 30            | 1             | 1       | 0         | 31      | 1         |
| Accrington Stanley  | 1926-27             | Third Division North | 17            | 1             | 1       | 0         | 18      | 1         |
| Accrington Stanley  | Tổng                | Tổng                 | 47            | 2             | 2       | 0         | 49      | 2         |
| Tổng cộng sự nghiệp | Tổng cộng sự nghiệp | Tổng cộng sự nghiệp  | 185           | 3             | 8       | 0         | 194     | 3         |